# Речное сафари
Речное сафари (кит. 河川生态园) — зоопарк с речной тематикой. На территории расположен огромный аквариум. Занимаемая площадь составляет более 12 гектар (30 акров) и расположен между Сингапурским зоопарком и «Ночным сафари». Это первый зоопарк такого типа в Азии, оснащенный водными аттракционами и поездками на речным лодках по основным достопримечательностям. Стоимость строительства составила 160 млн сингапурских долларов, ожидаемое число посетителей — 820 000 человек в год.
Идея Речного Сафари возникла в начале 2007 года. О постройке официально было объявлено общественности 11 февраля 2009 года с ориентировочной датой завершения строительства в конце 2011 года.

## Достопримечательности
В парке есть территория тропического леса (с речной составляющей), различные животные, тематические поездки.

### Выставляемые животные
Парк содержит в сумме 10 различных экосистем по всему миру, включая Нил, Яндже, Миссисипи, Амазонку и тундру. В парке находятся 5000 животных 300 различных видов, включая некоторых находящихся под угрозой исчезновения. Между тем такие звери, как анаконды, электрические угри , меконгские пресноводные скаты, вест-индийские ламантины, меконгские гигантские сомы, большие панды, гориллы, китайские аллигаторы и японская енотовидная-собака являются частью программы обмена между Азианхийам зоопарка в Хоккайдо.
Выставка амазонских затопляемых лесов, которые являются домом для ламантинов и различной южно-американской рыбы, содержит 2,000 кубических метров воды и смотровую площадку размером 22 м x 4 м. Объём и размеры смотровой панели — мировой рекорд для пресноводных аквариумов.

### Большие панды
Одна из основных достопримечательностей — это пара больших панд, Каи Каи (кит. 凯凯, англ. Kai Kai) и Джиа Джиа (кит. 嘉嘉, англ. Jia Jia) проживают на специально построенном помещении, с системой климат-контроля, симулирующем смену времен года в естественной среде обитания. Зоопарк выращивает собственные 8000 квадратных метров плантации бамбука специально для кормления гигантских панд. Панда — знак двадцатой годовщины дружеских Сино-Сингапурских отношений. Имена панд были выбраны из записок с соревнованию по выбору имен 2010 года. Панды, прибывшие в сентябре 2012 года, взяты в аренду из Китая.

### Поездки по тематическому парку
Один из аттракционов парка — «Загадка реки Амазонки», представляет собой поездку на лодке через различные природные зоны реки Амазонки. Во время поездки можно наблюдать более 30 видов животных, таких как: бразильский тапир, ягуар и гигантский муравьед. Аттракцион был открыт для посещения 7 декабря 2013 года.